# Les Chakachas
Les Chakachas war eine belgische Gruppe von hauptsächlich Studiomusikern, die zu Beginn der 1960er sowie Anfang der 1970er Jahre auch internationale Hitparadenerfolge feiern konnte.

## Bandgeschichte
Die auch unter den Namen Los Chakachas, The Chakachas sowie ohne anführenden Artikel im Namen bekannte Band wurde 1958 gegründet und veröffentlichte bis etwa Mitte der 1960er Jahre zahlreiche Singles und EPs auf dem Plattenlabel RCA. Die Mitglieder waren Gaston Bogaert (Perkussion, Schlagzeug), Henri Breyre (Gitarre), Bill Raymond (Bass), Christian Mare (Piano), Charlie Lots (Trompete), Victor Ingeveldt (Saxofon) aus den Niederlanden sowie Kari Kenton (Gesang) aus Kuba.
Gaston Bogaert war zur gleichen Zeit auch an einer anderen Formation beteiligt, The Continentals, die 1961 mit Coverversionen wie Wheels (von The String-A-Longs und auch Billy Vaughn) oder San Antonio Rose, im Original von Bob Wills & His Texas Playboys, in die deutsche Hitparade kam.
Les Chakachas spielten vorwiegend lateinamerikanische Musik sowie eine bunte Mixtur exotischer Klänge und Tanzmoden, die Anfang der 1960er Jahre in Europa populär waren: Cha-Cha-Cha, Mambo, Rumba, Twist, Madison, Watusi oder Bossa Nova. Ihre Gesangssprache war meistens Spanisch. Je nach Veröffentlichungsland oder Liedgut sangen sie jedoch auch in Französisch, Englisch oder Deutsch.
Ihren ersten großen Erfolg und Nummer-eins-Hit in Belgien hatten sie 1958 mit Eso es el amor, das auch in späteren Jahren immer wieder neu veröffentlicht wurde. In der deutschen Hitparade waren sie 1961 und 1962 mit zwei Songs vertreten: Twist-Twist und Madison 62. Ersterer war auch ein kleiner Hit außerhalb der Top-40 in Großbritannien. Mit Madison 62 traten sie wiederum 1963 im Schlagerfilm Sing, aber spiel nicht mit mir auf.
Mitte der 1960er Jahre löste sich die Band zunächst auf. Ihr Produzent Roland Kluger konnte die Musiker jedoch dazu überreden, 1970 noch einmal ins Studio zurückzukehren um neue Songs sowie einige ihrer Klassiker neu aufzunehmen. Auf Polydor erschien daraufhin eine LP, die in Belgien zunächst nach Les Chakachas’ bislang größten Hit benannt war, Eso es el amor, der in einer neuen Version auch darauf enthalten war. Eine der neuen Kompositionen, geschrieben von Bill Ador alias Will Albimoor, war das Instrumental Jungle Fever, das sich innerhalb eines Jahres langsam zum weltweiten Überraschungshit entwickelte. Die Langspielplatte erhielt ein neues, farbenkräftiges Albumcover und nach einer ersten Umbenennung in New Sound (1971) schließlich ebenfalls den Namen Jungle Fever.
Mit den Tanzmelodien und dem Schlagersound der frühen 1960er Jahre hatte diese Produktion kaum noch etwas gemeinsam. Thom Jurek im All Music Guide schreibt zur 2007 erschienenen CD-Veröffentlichung auf Dusty Grooves: „As an album, Jungle Fever is singular, not only for its origins, but also for its achievement as music. Its endurance is well-deserved: this is a finger-popping, hip-twitching classic.“ (deutsch in etwa: „Als Album ist Jungle Fever einzigartig, nicht nur wegen seines Ursprungs, sondern auch was das musikalische Ergebnis anbelangt. Seine Langlebigkeit ist hochverdient: dies ist ein finger-schnalzender, hüften-wackelnder Klassiker.“)
Die Nachfolge-LP Chakachas (1972) enthielt mit Stories im Sommer 1972 einen weiteren, kleinen Hit für die Gruppe in den USA jenseits der Billboard Hot 100.
Jungle Fever war 1997 Teil des Soundtracks zum Film Boogie Nights. Im Computer- und Videospiel Grand Theft Auto: San Andreas wird Jungle Fever auf der fiktiven Radiostation „Master Sounds 98.3“ gespielt und wurde zudem im offiziellen Trailer Welcome to Los Santos (PS2) verwendet.
Vielfach wurde der Funkgroove von Jungle Fever von anderen Künstlern gesampelt. So zum Beispiel von 2 Live Crew (Put Her in the Buck) oder Public Enemy bei ihrem Stück Cold Lampin’ with Flavor. Ein Instrumentalpart (Trompete) aus Les Chakachas’ Song Yo soy Cubano, geschrieben von Nico Gomez, wurde von den Mighty Dub Katz auf ihrem 1995er Erfolgstitel Magic Carpet Ride im Son of Wilmot Mix gesampelt.

## Diskografie (Auswahl)

### RCA Singles
- Eso es el amor / Beau Coco – RCA 47-9179, 1958
- Venus / La conga de Jaruco – RCA 47-9254, 1959
- Bonbon / Mama Inez – RCA 47-9263, 1959
- Conga mayé / El charlatan – RCA 47-9284, 1960
- Mucho tequila / Bing bang conga – RCA 1960
- Les enfants du Pirée / Koulouri – RCA 1960
- La pachanga / Maruja – RCA 47-9345, 1961
- Ça c’est du poulet / Babalu – RCA 47-9347, 1961
- Twist-Twist / Baila la bamba – RCA 47-9369, 1961
- Brigitte Bardot / Eo-eo – RCA 47-9371
- Hawaiian War Twist / Please Remember – RCA 47-9390, 1962
- Big Strong Madison / Madison 62 – RCA 47-9411, 1962
- Bossa de moda / Intimidad – RCA 47-9435
- Der Twist ist passé / Mitternachts Hully-Gully – RCA 47-9493, 1963
- Poor Me / You Wanna Dance? – RCA 47-9494
- Corrina yé yé / Sunday – RCA 47-9543
- El “Potofo” / Torna a sorrento – RCA 47-9692, 1966
- Love Is like a Violin / El charlatan – RCA 47-9755, 1967

### RCA EPs
- Guapacha / Arriba la conga / Chou chou / Pa la paloma – RCA EPA 9646
- Venus / La conga de Jaruco / Bonbon / Mama Inez – RCA EPA 9685, 1959
- Conga mayé / El charlatan / Serenata negra / Conga del mayoral – RCA EPA 9708, 1960
- Mucho tequila / Bing bang conga / Chocolate / Chip chip batulo – RCA EPA 9755, 1960
- Les enfants du Pirée (Never on Sunday) / I ikosara / Egho ke to ghaidoraiki mou / Koulouri – RCA EPA 9769, 1960
- En el silencio de la noche / Como viene / Noche de Roma / Un maziano sulla terra – RCA EPA 9005 (Les Chakachas in Rom)
- Twist-Twist / Baila la bamba / Ça c’est du poulet / Eo-eo – RCA EPA 9033, 1961
- Rebecca / Una melodia / On My Way to Mexico / Blue cha cha – RCA EPA 9101
- El Bingo / Frutas / Filin’ cha / What’you say, Watusi? – RCA 9119
- No! Man / Ev’ry Night, Ev’ry Night / Only Mine / Think It Over  – RCA EPA 9133 (Beat Music)

### Polydor/Blue Elephant
- Jungle Fever / Cha Ka Cha – Polydor 1970, 1972
- Eso es el amor / Ay malata – Polydor 1971
- Stories / Judas Kiss – Blue Elephant 1972
- Noche de amor / Tibidibidang – Blue Elephant 1973
- Atencion / Que buena esta – Blue Elephant 1975
- Shimmy Shimmy Lolita (Part 1 & 2) – 1976

### Alben
- Les Chachachas des Chakachas – RCA 1961
- What a Night – RCA
- At ‘Les enfants terribles’ – RCA
- One More Dance – RCA Camden 1965
- Eso es el amor – Polydor 1970
- New Sound – Polydor 1971 (wie Eso es el amor 1970)
- Jungle Fever – Polydor 1972, Dusty Groove 2007 (wie New Sound)
- Chakachas – Blue Elephant 1972